# Alan K. Simpson
Alan Kooi Simpson (Denver, 2 settembre 1931 – Cody, 14 marzo 2025) è stato un politico statunitense, senatore per lo stato del Wyoming dal 1979 al 1997.

## Biografia
Nato nel Colorado in una famiglia di origini olandesi, Simpson era figlio di Milward L. Simpson, un importante politico repubblicano; dopo un'infanzia e un'adolescenza molto turbolente, Alan Simpson si laureò in legge e intraprese la professione di avvocato.
Entrato in politica con il partito di suo padre, nel 1965 venne eletto all'interno della legislatura statale del Wyoming e vi rimase per dodici anni, finché nel 1978 si candidò al Senato, riuscendo ad essere eletto. Simpson fu riconfermato dagli elettori per altri due mandati e nel 1997 si ritirò dal Congresso. Durante il suo servizio al Senato, Simpson svolse anche il ruolo di whip dal 1985 al 1995 e si contraddistinse per le sue posizioni moderate, come il sostegno dell'aborto e dei diritti degli omosessuali.
Dopo aver lasciato il Senato, Simpson continuò ad essere attivo a livello politico e nel 2010 venne scelto da Barack Obama come co-presidente della National Commission on Fiscal Responsibility and Reform.
Il figlio di Simpson, Colin, è anch'egli attivo politicamente con il Partito Repubblicano ed è stato candidato alla carica di governatore del Wyoming nel 2010, finendo tuttavia solo quarto nelle primarie.